# NGC 7820
NGC 7820 (również PGC 307 lub UGC 28) – galaktyka spiralna (S0-a), znajdująca się w gwiazdozbiorze Ryb. Odkrył ją John Herschel 24 września 1830 roku.